# Crucea (localidad de Constanța)
Crucea (antiguamente Satis-Chioi) es una localidad rumana de la comuna homónima, en el condado de Constanța.

## Toponimia
El nombre antiguo del lugar puede encontrarse escrito con las grafías Satis-Chioi, Satişchioi y Satischioi. Pasó a llamarse Crucea.

## Historia
Hacia comienzos del siglo XX la localidad, que ya por entonces pertenecía al condado de Constanța, formaba parte de la comuna de Siriu y tenía contabilizada una población, compuesta de turcos y rumanos, de 670 habitantes.
En la segunda mitad del siglo XX la localidad había pasado a pertenecer a la comuna homónima de Crucea. En el censo de 2021 la comuna tenía una población de 1061 habitantes.